# Сток (Лодзинське воєводство)
Сток (пол. Stok) — село в Польщі, у гміні Мнішкув Опочинського повіту Лодзинського воєводства.
Населення — 171 особа (2011).
У 1975-1998 роках село належало до Пйотрковського воєводства.

## Демографія
Демографічна структура станом на 31 березня 2011 року:
|          | Загалом | Допрацездатний вік | Працездатний вік | Постпрацездатний вік |
| -------- | ------- | ------------------ | ---------------- | -------------------- |
| Чоловіки | 87      | 25                 | 55               | 7                    |
| Жінки    | 84      | 23                 | 37               | 24                   |
| Разом    | 171     | 48                 | 92               | 31                   |